# Иван Църноевич
Иван Църноевич (на сръбски: Иван Црнојевић) е представител на рода Църноевичи, играли значителна роля в управлението на Зета от средата на 15 в. до първата половина на 16 в. Син на войводата Стефан I Църноевич, той прекарал десет години като заложник в двора на Стефан Косача и бил освободен след застъпничеството на Венецианската република.
След смъртта на баща си през 1465 г. Иван става господар на Зета като изоставя политиката на баща си да поддържа добри отношения с Венеция. Затова още през същата година венецианците обявяват награда за главата му в размер на 10 000 дуката. Иван Църноевич обаче успява да стабилизира положението си с помощта на Стефан Косача и на албанския владетел Скендербег и става княз през 1466 г. под контрола на Венеция с престолнина Жабляк близо до Шкодра.
Иван Църноевич воювал на страната на венецианците срещу османците, благодарение на което през 1473 г. станал венециански благородник, получавайки и титлата „капитан на Горна Зета“. На следващата година успешно отблъснал османците при Шкодренското езеро. След тази успешна военна кампания искал да освободи и Херцеговина, но избухналите между него и херцеговинци разногласия относно бъдещата граница между Зета и Херцеговина позволило на султан Мехмед II да нахлуе в Зета и да го свали от престола. На Църноевич се наложило да изостави столицата си Жабляк и да търси спасение в Италия.
След смъртта на Мехмед II в 1481 г. Иван Църноевич се връща в Зета и възползвайки се от междуособиците между султанските синове, си възстановява контрола над Зета, където населението го посрещнало като освободител. Но още на следващата година бил принуден да се признае за васал на Баязид II и да изпрати сина си Станко Църноевич като заложник в Цариград. Наложило му се да премести и престолнината си в Обод, а след това в Цетине, тъй като предишната му столица Жабляк била превърната в османски опорен пункт.
Иван Църноевич починал през 1490 г. и бил наследен от сина му Георги.
Почитан е като национален герой на Черна гора, опитал се да обедини страната.

## Семейство
Първият брак на Иван Църноевич бил с Воислава, дъщерята на албанския княз Георги Арианит. От този брак имал трима синове – Георги IV Църноевич, Стефан II Църноевич и Станко Църноевич. Втората му съпруга била Мара Вукшич Косача, сестрата на Стефан Косача.